# Костел Святого Яна Непомуцького (Збручанське)
Костел святого Іоанна Непомуцького в Збручанському — культова споруда, римсько-католицький храм у селі Збручанському Мельнице-Подільської громади Чортківського району Тернопільської области України. Пам'ятка архітектури місцевого значення.

## Історія
У 1867 році споруджено мурований філіальний костел парафії Непорочного Зачаття Пресвятої Діви Марії в Кривчому. У 1908—1910 роках у Збручанському заснували парафіяльну експозитуру, яка після війни стала повноцінною парафією, що перед Першою світовою війною налічувала понад тисячу вірних (разом із селом Заліссям).
Парафію обслуговують отці-михайлити (згромадження св. Архангела Михаїла) з парафії Пресвятої Трійці в Борщеві.